# Strijbeekse Beek
De Strijbeekse Beek is een Nederlands/Belgische beek in de provincies Noord-Brabant en Antwerpen, dit omdat het een grensbeekje is. Vanaf de bron meandert het beekje nog 14 kilometer voordat het bij Strijbeek in de rivier de Mark uitmondt.

## Geografie
Van bron tot monding loopt de beek door de zandgronden van Brabant en Antwerpen. Het hoogteverschil van de bron tot de monding is zo'n 22 meter; de bron ligt op een hoogte van 25 meter boven NAP, en de monding 3 meter boven NAP.

### Loop
De Strijbeekse Beek ontspringt ten noordwesten van Baarle in een Belgische enclave. Daarna stroomt de beek in westelijke richting verder. Dan loopt de beek door de Chaamse Heide en stroomt hij verder langs het domeinbos Elsakker (België), met de Strijbeekse Heide (Nederland) aan de andere kant van de beek. Vanaf hier vormt de beek de grens tussen Nederland en België, waar ter hoogte van een houten bruggetje (aan de Belgische zijde) grenspaal 216b is opgegraven. Deze was nagenoeg verdwenen in de grond door de drassige, moerassige omgeving, maar werd anno 2012 weer opgegraven. Bij Elsakker neemt de Strijbeekse Beek tevens meerdere beekjes op, komende van Elsakker. Hij stroomt ondertussen naar Strijbeek, waar hij in de Mark uitmondt.

## Naam
De naam Strijbeek gaat waarschijnlijk terug op *Strijdbeek, een beek waarom gestreden werd. De Strijbeek was het grensriviertje tussen De baronie Breda en het land van Hoogstraten, waardoor er veel om het beekje gestreden werd. De plaats Strijbeek kreeg zijn naam, omdat het plaatsje aan Strijbeek ligt en gaf vervolgens de naam weer terug als "Strijbeekse beek".